# Nais (verme)
Nais é um género de Naididae.
O género foi descrito em 1774 por Otto Friedrich Müller.
Possui distribuição cosmopolita.
Espécies:
- Nais Communis
- Nais Elinguis
- Nais variabilis